# Dacco
Dacco（ダッコ）は、日本のヴィジュアル系ユニット。サイコ・ル・シェイムのLidaとYURAサマにより結成。

## 概要
2005年7月にLidaとYURAサマ、互いに目が合ったことにより結成。活動初期は主に弾き語りを中心としていたが、近年は楽器を使わずにバックダンサー（Daccoらダンサーズ）を引き連れて独自の振り付けパフォーマンスを披露している。。
2013年にYURAサマがAFAA認定インストラクターの免許を取得して以降は通常の振り付けよりもさらに体を動かす事を重視した『エアロビコンサート』も開催しておりエアロビクスに特化した振り付けDVDもリリースしている。
2015年7月に結成10周年を迎えた。

## メンバー

### メンバー
- Lida（リダ）

1月16日生まれ。身長170cm。血液型A型。
- YURAサマ（ユラサマ）

9月12日生まれ。身長171cm。血液型AB型。
2013年に世界79カ国で通用するAFAA認定インストラクターのライセンスを取得。

### ダンサー
主に「Daccoらダンサーズ」と呼ばれる。
- 森野憲一
- 加藤学
- 高橋のりひこ
- わっしょい後藤
- アキラ氏（アキラ100%）[5]
- 洋輔山（柳下洋輔）
- 岩井口ビン（岩井佑樹 「BLACKS」「出会って3秒で即出陣」ベーシスト）
- 倉田直幸（＠works project代表取締役）
- 四次元（羽根光祐）
- ババ・クー（ばばけいた 元「ブラウン ブラウン」）
- ガリレオ（掛野龍三 「でんでんだぬき」）
- にぎり飯男（十見健人 「でんでんだぬき」）

## ディスコグラフィー

### シングル
- 2005年10月20日 ‐ 『コイガオカ』
- 2006年7月12日 ‐ 『向日葵』
- 2006年12月4日 ‐ 『太陽のきみにフォーリンラブ』
- 2007年3月6日 ‐ 『あの日のまま（だっこ音頭DVD付き）』
- 2008年3月20日 ‐ 『HORIZON』
- 2008年9月22日 ‐ 『あといとうとえと♪おともだち♪』
- 2011年4月6日 ‐ 『Passion』
- 2011年4月6日 ‐ 『コイガオカ』（バンド演奏音源）
- 2013年7月10日 ‐ 『エキセントリック』
- 2014年7月16日 ‐ 『GUTS!』
- 2016年7月6日 - 『WILD』
- 2017年11月26日 -『チャレンジャー』
- 2019年6月12日 - 『Enjoy!』

### デジタルシングル
2023年1月31日 -『TOGETHER』

### アルバム
- 2006年2月22日 ‐ 『ベビー』
- 2007年8月22日 ‐ 『トゥモロー』
- 2012年7月1日 ‐ 『TOUGH!!』

### ミニアルバム
- 2009年4月8日 ‐ 『HAPPY! LIKE A BABY』
- 2010年4月7日 ‐ 『フレッシュ＆エナジー』
- 2015年7月8日 ‐ 『FRIENDS』

### DVD
- 2013年6月14日 ‐ 『振り付け完全マニュアル』（会場限定発売）
- 2014年7月16日 ‐ 『振り付け＆エアロビクス完全マニュアル』
- 2017年7月8日 ‐ 『振り付け＆エアロビクス初中級編』